# Стшельце (Опочинський повіт)
Стшельце (пол. Strzelce) — село в Польщі, у гміні Мнішкув Опочинського повіту Лодзинського воєводства.
Населення — 263 особи (2011).
У 1975-1998 роках село належало до Пйотрковського воєводства.

## Демографія
Демографічна структура станом на 31 березня 2011 року:
|          | Загалом | Допрацездатний вік | Працездатний вік | Постпрацездатний вік |
| -------- | ------- | ------------------ | ---------------- | -------------------- |
| Чоловіки | 133     | 29                 | 81               | 23                   |
| Жінки    | 130     | 28                 | 61               | 41                   |
| Разом    | 263     | 57                 | 142              | 64                   |